# هندرسون (جورجیا)
هندرسون (به انگلیسی: Henderson) یک منطقهٔ مسکونی  در گاتهام كانتي در ایالات متحده آمریکا است که در جورجیا واقع شده‌است. هندرسون ۴٫۷ کیلومتر مربع مساحت و ۱٬۶۴۷ نفر جمعیت دارد و ۶٫۱ متر بالاتر از سطح دریا واقع شده‌است.